# Storkonflikten i Sverige 1980
Med storkonflikten i Sverige 1980 avses den omfattande strejken och lockouten på arbetsmarknaden i Sverige i april-maj 1980. Konflikten inleddes med att 14 000 personer togs ut i strejk den 25 april. Arbetsgivarna svarade med en lockout. Den 30 april sade LO nej till ett medlingsbud som SAF sagt ja till och den 1 maj tog samtliga LO-förbund ut över sammanlagt 100 000 personer i strejk. Punktstrejker utlöstes och 700 000 försattes i lockout. Konflikten varade fram till den 12 maj innan SAF fick ge sig och gå med på LO:s krav på höjda löner.
Konflikten fick omfattande följder. Exempelvis sändes endast nyheter i svensk TV eftersom radioteknikerna i Kaknästornet togs ut i strejk. Åtminstone Expressen minskade på bilagorna eftersom man befarade brist på tidningspapper. I Stockholm fanns inga allmänna kommunikationer och flygtrafiken upphörde. Enligt en tidningsuppgift började bilköerna in till Stockholm under morgonen redan i Hallunda. 
En av de fackföreningar som tog ut sina medlemmar i strejk var SKTF, då lett av Björn Rosengren.

## Galleri

Demonstration utanför SAF-borgen på Blasieholmsgatan i Stockholm 1 maj 1980.

### Fotnoter
1. ↑  Martin Strandberg (2 juni 2014). ”12 svenska strejker från 1902 och framåt”. Sydsvenskan. http://www.sydsvenskan.se/2014-06-02/12-svenska-strejker-fran-1902-och-framat. Läst 30 november 2016.